# Chiesa di San Vito (Bressanone)
La chiesa di San Vito (in tedesco Pfarrkirche St. Veit) è la parrocchiale di Tiles, frazione di Bressanone in provincia autonoma di Bolzano. Appartiene al decanato di Bressanone-Rodengo della diocesi di Bolzano-Bressanone e risale al XIV secolo.

## Storia

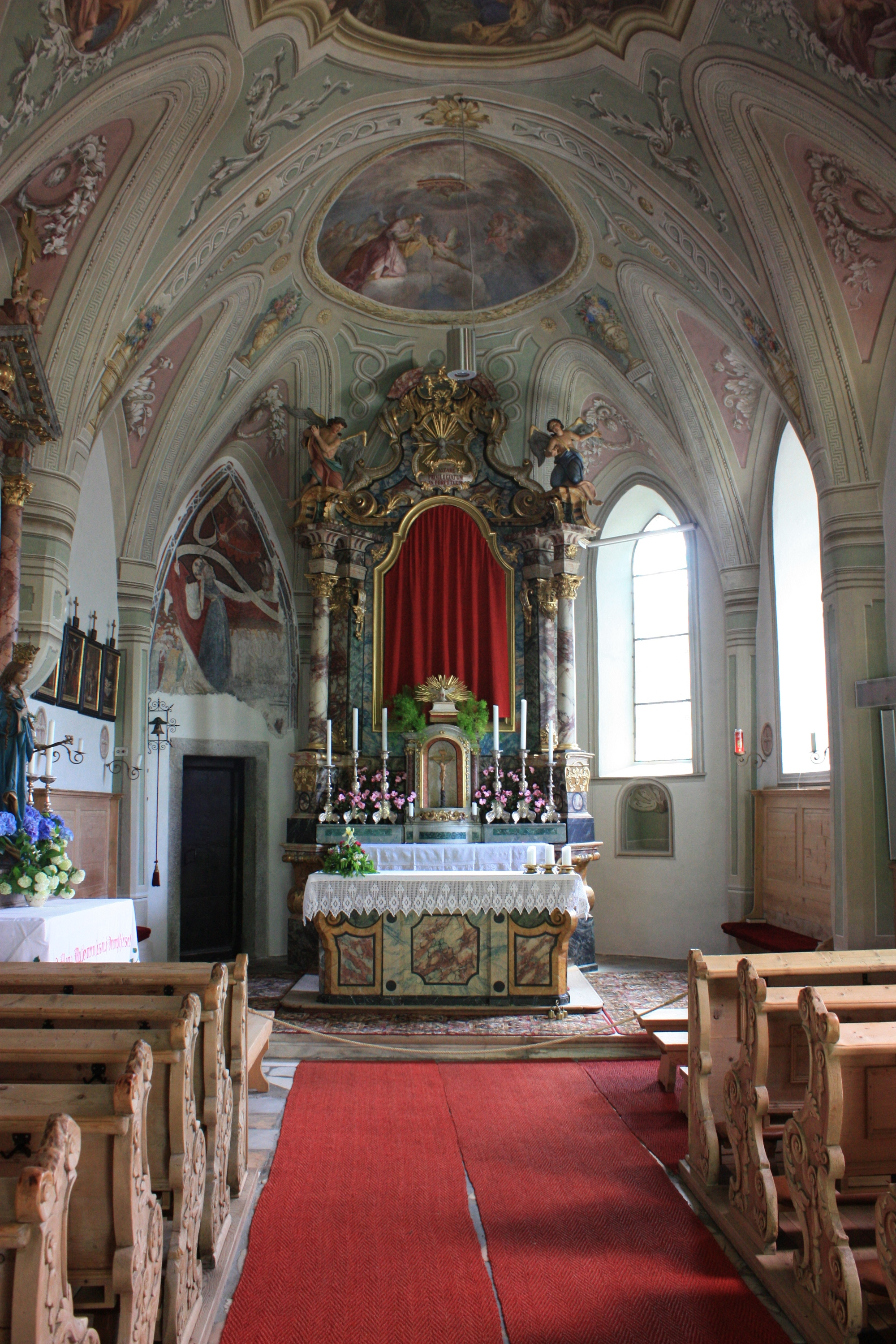
Interno della navata.

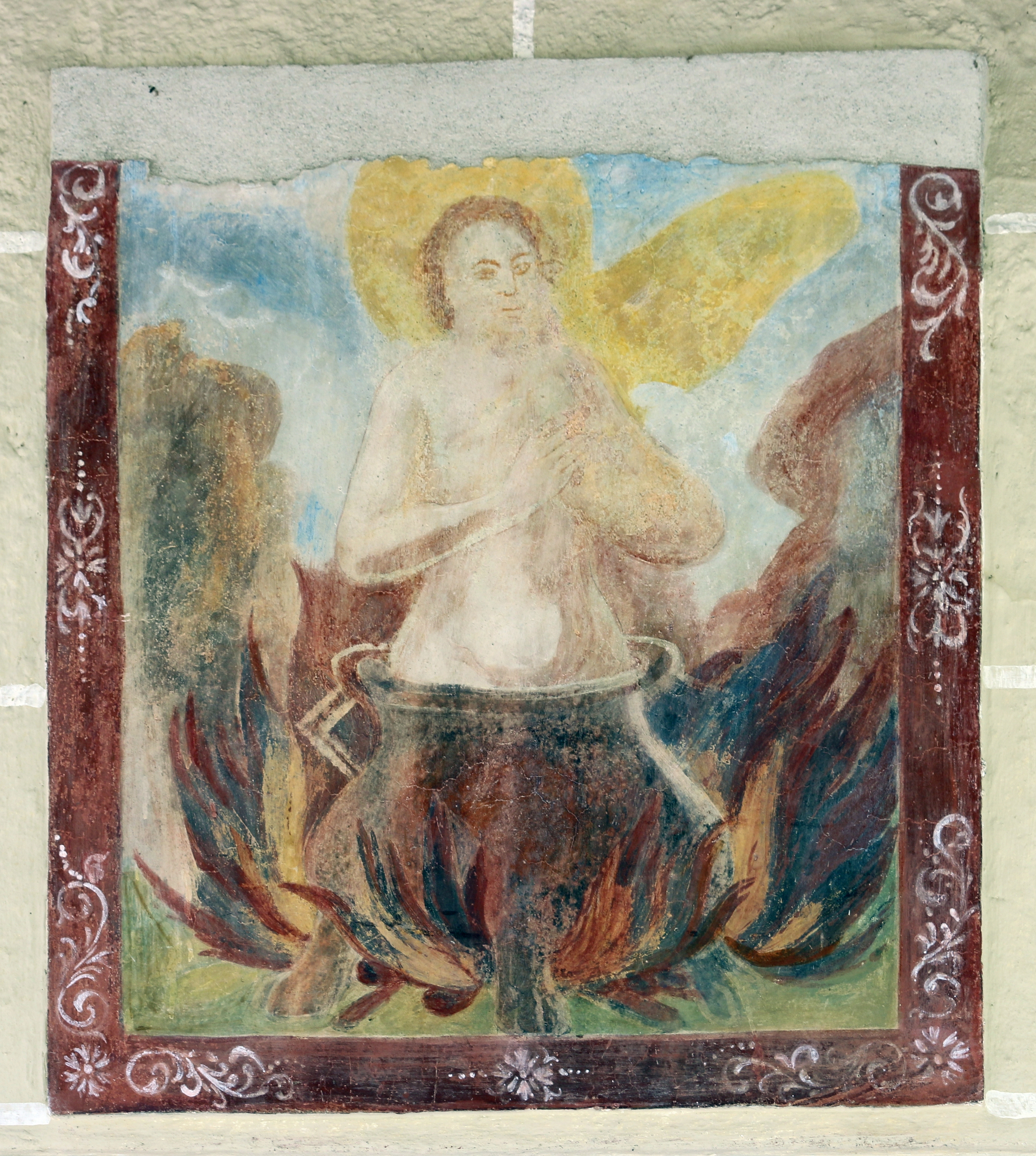
Affresco che raffigura il Martirio di San Vito.

La prima citazione storica del luogo di culto a Tiles risale al 1366. Un importante intervento di restauro e ricostruzione venne realizzato nel XVIII secolo e da quel momento assunse l'aspetto recente.

## Descrizione

### Esterno
La chiesa si trova in posizione leggermente decentrata rispetto all'abitato di Tiles, nella zona dove si trova il cimitero della comunità, a sud est. La facciata a capanna è asimmetrica per la presenza, nella parte sinistra, del portico aperto che precede la torre campanaria. Il portale è architravato e protetto da una larga tettoia sopra la quale si apre l'ampia finestra a semiluna che porta luce alla sala.
La torre campanaria ha copertura in tegole rosse ed ha forma di piramide acura a base quadrata.

### Interno
La navata interna è unica, riccamente adornata con affreschi e decorazioni a stucco. Le pitture sono attribuite a Johann Mitterwurzer e risalgono al XVIII secolo. Sulla navata è raffigurato il Martirio di San Vito.